# PTEN
Le gène PTEN pour Phosphatase and TENsin homolog, dont le nom véritable paraît dans la littérature sous l'intitulé The phosphatase and tensin homolog mutated in multiple advanced cancers 1 est situé sur le chromosome 10 chez l'humain. 
C'est un gène impliqué dans le contrôle tumoral, il participe à la régulation du cycle de division cellulaire en empêchant les cellules de se diviser trop rapidement et de façon incontrôlée.

## Le gène
Ce gène comprend neuf exons et s'étend sur 120 000 paires de base. Sa séquence codante produit une protéine de 403 acides aminés.  Il est situé sur le chromosome 10.

## La protéine
Deux domaines sont identifiés :
- phosphatase-tensine
- C2 tensine

Les quatre derniers acides aminés carboxyterminaux constituent une région accepteur de domaine PDZ.

## Rôle en médecine
Plusieurs mutations somatiques sont retrouvées dans le cancer de l'endomètre et les formes pré-cancéreuses du cancer de l'endomètre.
Les mutations de ce gène peuvent entraîner un syndrome des hamartomes par mutation du gène PTEN. Des mutations sont aussi retrouvées dans les formes adultes de la maladie de Lhermitte-Duclos. Des mutations somatiques de ce gène ont été retrouvées dans 20 % des individus associant une macrocéphalie et un autisme.
Une diminution de l'activité de la protéine PTEN pourrait augmenter la sensibilité à l'insuline avec un risque accru d'obésité.

## Mode d'action
La protéine issue de ce gène est une phosphatidylinositol-3,4,5-trisphosphate 3-phosphatase, exprimée dans la grande majorité des cellules du corps humain. Cette enzyme déphosphoryle les phosphatidyl-inositol (3,4,5) triphosphates (PI(3,4,5)P3), l'IP(1-3-4-5)4 ainsi que diverses protéines en des formes inactives. Son action est notamment antagoniste de la phosphatidyl-inositol 3'-kinase (PI 3-kinase ou PI3K).
Le PI(3,4,5)P3 intervient dans le métabolisme et la croissance cellulaires. Une diminution de la protéine PTEN augmente le taux de PI(3,4,5)P3 et donc son métabolisme et sa croissance.
Une baisse modérée de l'activité de la protéine PTEN accroît les risques de cancer et augmenterait la sensibilité à l'insuline sur un modèle animal. A contrario, une élévation de son activité pourrait être protectrice contre le cancer mais diminuerait également la taille globale des tissus. 

## Activité renforcée par le pseudogène PTEN1
Les pseudogènes (autrefois qualifié de « gènes-poubelle ») sont réputés inactifs car ne peuvent être traduits en protéine. Certains pseudogènes peuvent néanmoins jouer un rôle dans le développement et l'homéostasie des organismes, car pouvant - dans certains cas - être l'objet d'une transcription ou jouer un rôle passif. C'est le cas du PTEN1, un pseudogène dérivé du PTEN ; Il sert de leurre biologique à certains microARN indésirables qui s'y fixent comme ils se fixeraient sur un gène actif. Plus précisément, le gène PTEN (pour jouer son rôle de « contrôle tumoral ») doit produire des ARN messagers (ARNm) acheminant effectivement de l'information codante vers le lieu de synthèse des protéines. Or, ces ARNm peuvent être bloqués par des microARN qui s'y associent. Mais, dans la cellule, ces microARN sont également attirés par le pseudogène de PTNEN (PTEN1). La présence de ce dernier laisse donc plus de chances au PTEN de bien fonctionner. On a d'ailleurs noté que certains cancers du colon sont associés à l'absence de ce pseudogène PTEN1.